# Résolution 157 du Conseil de sécurité des Nations unies
Membres permanents
- Chine (Taïwan)
- États-Unis
- France
- Royaume-Uni
- URSS

Membres non permanents
- Argentine
- Sri Lanka
- Équateur
- Italie
- Pologne
- Tunisie

Résolution no 156 Résolution no 158
La Résolution 157  est une résolution du Conseil de sécurité des Nations unies adoptée le 14 septembre 1960, dans sa 906e séance, après une discussion sur la Crise du Congo et à une absence d'unanimité parmi ses membres permanents et donc empêché d'exercer sa responsabilité principale du maintien de la paix et sécurité internationales, le Conseil a décidé de convoquer une session extraordinaire d'urgence de l'Assemblée générale pour faire des recommandations appropriées.

## Vote
La résolution a été adoptée par 8 voix.

La République populaire de Pologne et l'Union des républiques socialistes soviétiques ont votéscontre et la France s'est abstenue.

## Texte
- Résolution 157 Sur fr.wikisource.org
- Résolution 157 Sur en.wikisource.org